# عين البيضاء (الزرقاء)
عين البيضاء منطقة سكنية تقع في لواء قصبة الزرقاء، محافظة الزرقاء في الأردن. تنتمي المنطقة لقضاء الأزرق الذي يضم 6 مناطق. يقدر عدد سكانها بـ 334 نسمة حسب إحصاء 2015.

## الوصلات الخارجية
- دائرة الاحصاءات العامة